# Robert Makłowicz

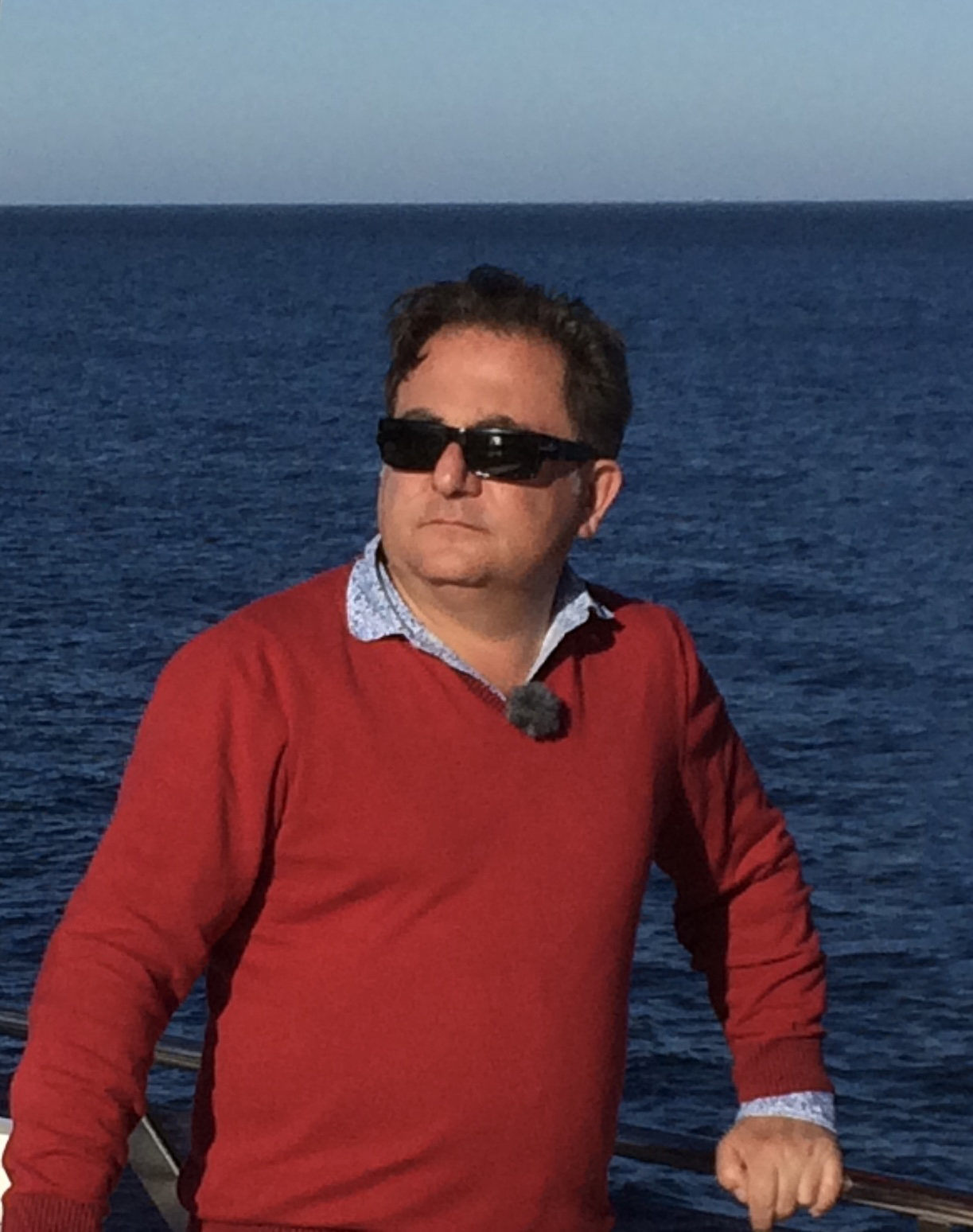
Robert Makłowicz na Malcie podczas zdjęć do programu TVP (2014)

Robert Witold Makłowicz (ur. 12 sierpnia 1963 w Krakowie) – polski dziennikarz, krytyk kulinarny, pisarz, publicysta i podróżnik. Twórca i prowadzący cyklu programów kulinarnych Makłowicz w podróży. 

## Życiorys
Jest synem marynarza Włodzimierza Makłowicza i Beaty z domu Preiss. Ma młodszą siostrę Dominikę. Pochodzi z rodziny o korzeniach polskich, ukraińskich, ormiańskich, węgierskich i austriackich. Ukończył V Liceum Ogólnokształcące im. Augusta Witkowskiego w Krakowie. W latach 1982–1989 studiował prawo, a następnie historię na Uniwersytecie Jagiellońskim.
Na przełomie 1989 i 1990 mieszkał w Wielkiej Brytanii, gdzie przez kilka miesięcy pracował jako robotnik w Kingston upon Thames. Podczas pobytu na emigracji poznawał różne kuchnie świata, co po powrocie do Polski w 1990 skłoniło go do tego, by zostać krytykiem kulinarnym.
W 1993 został felietonistą „Gazety Wyborczej”. W 1998 został gospodarzem niedzielnego cyklu reportaży Podróże kulinarne Roberta Makłowicza na antenach Telewizji Polskiej; w programie docierał do miejsc egzotycznych z całego świata. W latach 2002–2005 współpracował z tygodnikiem „Wprost”, po czym nawiązał współpracę z czasopismem „Newsweek Polska”, ponadto pisał dla „Przekroju”;  felietony i książki wielokrotnie pisał wspólnie z Piotrem Bikontem. W styczniu 2008 zakończył realizację Podróży kulinarnych... dla TVP. W miejsce tego cyklu nagrywał program Makłowicz w podróży, który w marcu 2008 pojawił się na antenie TVP2. Ponadto był przewodnikiem po świecie kulinarnym w pierwszych dwóch edycjach programu Bake Off – Ale ciacho!. 16 marca 2017 TVP zerwała współpracę z Makłowiczem. Jesienią 2017 stacja Food Network wyemitowała trzy odcinki programu Makłowicz w drodze.
Jego wspomnienie o Marku Eminowiczu znalazło się w wydanej w 2009 książce, Lubię swoje wady. Marek Eminowicz w opowieściach na siedemdziesięciopięciolecie. 20 października 2010 wydał książkę pt. Cafe Museum, za którą otrzymał Nagrodę Literacką Srebrny Kałamarz im. Hermenegildy Kociubińskiej.
W marcu 2020 uruchomił autorski kanał w serwisie YouTube, na którym publikuje  filmy o tematyce kulinarnej i historycznej. W latach 2020–2021 prowadził autorską audycję muzyczną Od Punk Rocka do Bartóka w internetowej rozgłośni newonce.radio.
W 2022 został ambasadorem Wrocławskiego Roku Dobrych Relacji, akcji mającej na celu zwrócenie uwagi na narastający problem samotności. W marcu 2024 roku został powołany w skład Rady Muzeum Historycznego Miasta Krakowa. W 2024 roku nagrał komunikaty głosowe o przebiegu trasy, emitowane w pojazdach Zarządu Transportu Publicznego w Krakowie.

## Życie prywatne
Należy do Kościoła katolickiego obrządku ormiańskiego. W 1991 poślubił producentkę filmową, Agnieszkę Pogodę. Mają dwóch synów: Mikołaja (ur. 1992) i Ferdynanda (ur. 1996).
Interesuje się historią, zwłaszcza dziejami Europy Środkowej, za czasów panowania dynastii Habsburgów. Jego ulubionymi autorami są Joseph Roth i Andrzej Bobkowski.
Mieszka w Krakowie, posiada dom na półwyspie Pelješac w chorwackiej Dalmacji, gdzie spędza kilka miesięcy w roku.

## Odniesienia w kulturze
Wypowiedzi Roberta Makłowicza stanowią źródło dla wielu dzieł kultury, głównie remiksów. Utwór twórcy I_W_O „Być jak Robert Makłowicz” ukazał się w 2004 na płycie Piotra Kaczkowskiego Minimax.pl 2 oraz był notowany na Liście Przebojów Programu III, gdzie doszedł do miejsca 15., utrzymując się w zestawieniu przez 15 tygodni.
Styl wypowiedzi Roberta Makłowicza, cytaty i zamieszczane przez niego filmiki stały się obiektem wielu popularnych memów internetowych i parodii. Sam Makłowicz pozytywnie odnosi się do poświęconej mu twórczości internautów.
Od października 2024 zapowiada również przystanki w Krakowskiej komunikacji miejskiej

## Upamiętnienie
Na cześć podróżnika jeden z gatunków niesporczaków nosi nazwę Mesobiotus maklowiczi.

## Publikacje
- C.K. Kuchnia (1995)

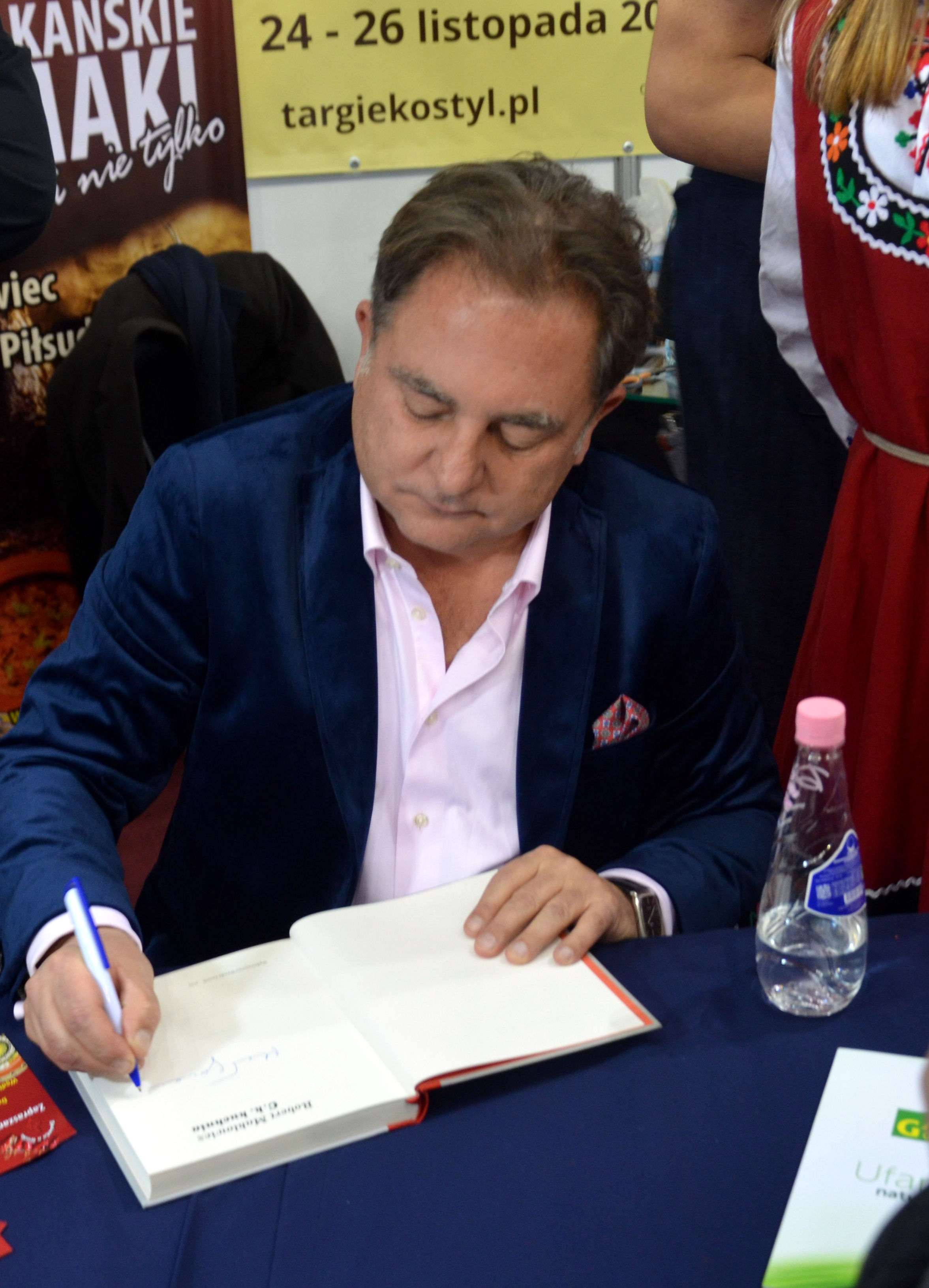
Makłowicz podczas spotkania autorskiego (2017)

- Listy pieczętowane sosem, czyli gdzie karmią najlepiej w Polsce (2001; współautor z Piotrem Bikontem)
- Zjeść Kraków. Przewodnik subiektywny (2001; współautor ze Stanisławem Mancewiczem)
- Dialogi języka z podniebieniem (2003; współautor z Piotrem Bikontem)
- Prosto z pipy (2003; współautor z Piotrem Bikontem, Ziemowitem Fałatem, Pawłem Plintą, Dariuszem Wojtałą)
- Czy wierzyć platynowym blondynkom? Rzecz o restauracjach i nie tylko (2004)
- Kalendarz znaleziony w brytfannie (2005; rysunki wykonał Andrzej Zaręba)[36]
- Podróże kulinarne Roberta Makłowicza. Smak Węgier (Wydawnictwo Znak, Kraków 2006)
- Stół z niepowyłamywanymi nogami (2007; współautor z Piotrem Bikontem)
- Fuzja Smaków. Podróże kulinarne Roberta Makłowicza (Wydawnictwo Znak, Kraków 2007)
- Cafe Museum (Wydawnictwo Czarne, Wołowiec 2010)
- C.K. Kuchnia wydanie odświeżone (2015)[37]
- Dalmacja. Książka kucharska (2016)[38]

## Filmografia
Aktor
- 2008: Lejdis jako strażnik mniejszy[39]
- 2008: Kup teraz jako profesor[39]
- 2024: Gąska (odc.4) jako on sam

Dubbing
- 2004: 7 krasnoludków – historia prawdziwa jako Knedel
- 2014: Mami Fatale jako narrator
- 2023: Asteriks i Obeliks: Imperium Smoka jako narrator[40]
- 2024: Smok Diplodok jako Wąż

## Nagrody i odznaczenia
Odznaczenia
- 2004: Srebrny Krzyż Zasługi[41]
- 2021: Złoty Krzyż Zasługi (Węgry)[42][43]
- 2024: Złota Odznaka Zasługi (Austria)[44][45]

Nagrody
- 2004: Wiktor
- 2004: Złoty Chmiel
- 2004: Oskar Kulinarny
- 2005: Oskar Kulinarny
- 2011: Nagroda Literacka Srebrny Kałamarz im. Hermenegildy Kociubińskiej za Cafe Museum